# Departamento Gracias a Dios
Gracias a Dios („Gott sei Dank“) ist eines der 18 Departamentos in Honduras in Mittelamerika. Es hat ca. 100.000 Einwohner bei einer Fläche von ca. 16.997 km². Die Hauptstadt des Departamentos ist seit 1975 Puerto Lempira; zuvor hatte Brus Laguna diese Funktion.

## Lage
Gracias a Dios liegt im äußersten Osten von Honduras an der Karibikküste und ist ein Teil der Miskitoküste. Das Gebiet ist nur äußerst spärlich besiedelt und verfügt über keine Fernverbindungsstraßen zum Rest des Landes. Im Süden hat Gracias a Dios eine Außengrenze mit Nicaragua.

## Geschichte
Die Gründung des Departamentos erfolgte im Jahr 1957.

## Municipios
Gracias a Dios ist in sechs Municipios unterteilt:
1. Ahuas
2. Brus Laguna
3. Juan Francisco Bulnes
4. Puerto Lempira
5. Ramón Villeda Morales
6. Wampusirpi